# Skøelva
Skøelva est une localité du comté de Troms, en Norvège.

## Géographie
Administrativement, Skøelva fait partie de la kommune de Sørreisa.